# Lijst van voetbalinterlands Afghanistan - Bhutan
Deze lijst van voetbalinterlands is een overzicht van alle officiële voetbalinterlands tussen de nationale teams van Afghanistan en Bhutan. De landen hebben tot nu toe zes keer tegen elkaar gespeeld. De eerste ontmoeting was op 8 juni 2008 in Colombo (Sri Lanka) tijdens de Zuid-Azië Cup 2008. De laatste keer dat beide landen tegenover elkaar stonden was op 26 december 2015 in Trivandrum (India) tijdens de Zuid-Azië Cup 2015.

## Wedstrijden
| № | Plaats     | Datum            | Competitie                          | Wedstrijd            | Uitslag |
| - | ---------- | ---------------- | ----------------------------------- | -------------------- | ------- |
| 1 | Colombo    | 8 juni 2008      | Zuid-Azië Cup 2008                  | Afghanistan − Bhutan | 1 − 3   |
| 2 | Thimphu    | 23 maart 2011    | AFC Challenge Cup 2012 kwalificatie | Bhutan − Afghanistan | 0 − 3   |
| 3 | Gurgaon    | 25 maart 2011    | AFC Challenge Cup 2012 kwalificatie | Afghanistan − Bhutan | 2 − 0   |
| 4 | New Delhi  | 7 december 2011  | Zuid-Azië Cup 2011                  | Bhutan − Afghanistan | 1 − 8   |
| 5 | Kathmandu  | 2 september 2013 | Zuid-Azië Cup 2013                  | Afghanistan − Bhutan | 3 − 0   |
| 6 | Trivandrum | 26 december 2015 | Zuid-Azië Cup 2015                  | Bhutan − Afghanistan | 0 − 3   |

## Samenvatting
| Competitie                     | Totaal gespeeld | Winst Afghanistan | Gelijk | Winst Bhutan | Doelsaldo Afghanistan – Bhutan |
| ------------------------------ | --------------- | ----------------- | ------ | ------------ | ------------------------------ |
| AFC Challenge Cup-kwalificatie | 2               | 2                 | 0      | 0            | 5 − 0                          |
| Zuid-Azië Cup                  | 4               | 3                 | 0      | 1            | 15 − 4                         |
| Totaal                         | 6               | 5                 | 0      | 1            | 20 − 4                         |

Wedstrijden bepaald door strafschoppen worden, in lijn met de FIFA, als een gelijkspel gerekend.
FFA · A-internationals · Afghaans vrouwenelftal
1940 - 1949 · 
1950 - 1959 · 
1960 - 1969 · 
1970 - 1979 · 
1980 - 1989 · 
1990 - 1999 · 
2000 – 2009 · 
2010 – 2019
Bangladesh ·
Bhutan ·
Cambodja ·
China ·
Filipijnen ·
Hongkong ·
India ·
Indonesië ·
Irak ·
Iran ·
Japan ·
Jordanië ·
Kirgizië ·
Koeweit ·
Laos ·
Libanon ·
Luxemburg ·
Malediven ·
Maleisië ·
Mongolië ·
Nepal ·
Noord-Korea ·
Oman ·
Pakistan ·
Palestina ·
Qatar ·
Saoedi-Arabië ·
Singapore ·
Sri Lanka ·
Syrië ·
Tadzjikistan ·
Taiwan ·
Thailand ·
Turkmenistan ·
Vietnam ·
Zuid-Korea
BFF · Bhutaans vrouwenelftal
Afghanistan ·
Bangladesh ·
Brunei ·
Cambodja ·
Centraal-Afrikaanse Republiek ·
China ·
Filipijnen ·
Guam ·
Hongkong ·
India ·
Indonesië ·
Jemen ·
Koeweit ·
Laos ·
Libanon ·
Macau ·
Malediven ·
Maleisië ·
Mongolië ·
Montserrat ·
Nepal ·
Oman ·
Pakistan ·
Palestina ·
Qatar ·
Saoedi-Arabië ·
Sri Lanka ·
Tadzjikistan ·
Thailand ·
Turkmenistan